# Altnaharra
Altnaharra (Schots-Gaelisch: Allt-na-h-Aire) is een kleine nederzetting ten noorden van Lairg in het Schotse raadsgebied Highland en de lieutenancy area Sutherland met ongeveer 30 inwoners.
De streek rond Altnaharra is vooral geliefd bij vissers door de vele meertjes in de buurt en bij bergbeklimmers door de Ben Hope, de meest noordelijke munro.
Op 30 december 1995 werd een temperatuur van -27.2 °C gemeten wat Altnahara samen met Braemar het record voor de laagste temperatuur ooit gemeten in het Verenigd Koninkrijk opleverde. 